# Alstroemeria ibitipocae
Alstroemeria ibitipocae este o specie de plante monocotiledonate din genul Alstroemeria, familia Alstroemeriaceae, descrisă de Pierfelice Ravenna. Conform Catalogue of Life specia Alstroemeria ibitipocae nu are subspecii cunoscute.